# Jefferson County (Indiana)
Jefferson County is een county in de Amerikaanse staat Indiana.
De county heeft een landoppervlakte van 936 km² en telt 31.705 inwoners (volkstelling 2000). De hoofdplaats is Madison.

## Bevolkingsontwikkeling

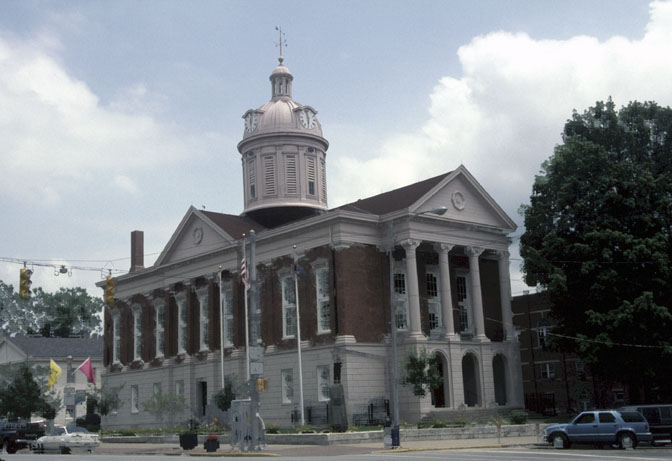
Jefferson County Courthouse